# برات آند ويتني بيه دبليو 1000 جي
برات آند ويتني بي دبليو 1000 جي (بالإنجليزية: Pratt & Whitney PW1000G)‏ هو محرك توربيني مروحي نفاث، من عائلة المحركات العالية الالتفافية، أختير كمحرك حصري لطائرات بومباردييه سي سيريس و ميتسوبيشي ريجونال جيت و امبراير إي-جيتس إي2 ، وكخيار على طائرات ايركوت إم إس-21 و إيرباص إيه 320 نيو.

## قوائم ذات صلة
- قائمة محركات الطائرات